# Salmond River
Der Salmond River ist ein Fluss in der Region Kimberley im Nordosten des australischen Bundesstaates Western Australia.

## Geographie
Der Fluss entspringt zwischen den Durack Ranges und den Blue Face Ranges und fließt zwischen den beiden Gebirgen und dann entlang an der Ostseite der Pentecost Range nach Nordosten. Am Nordende der Pentecost Range mündet der Salmond River in den Pentecost River.

### Nebenflüssemit Mündungshöhen
Er hat folgende Nebenflüsse:
- Ullinger River – 382 m
- Paradise Creek – 257 m
- Horse Creek – 251 m
- Grimwood Creek – 183 m
- Patsy Creek – 101 m